# Iglesia de San José (Envigado)
La Iglesia de San José  es un templo de culto católico bajo la advocación de San José en el municipio de Envigado, Colombia. 
El templo es de estilo neogótico muy sobrio, está situado en la dirección calle 40 Sur Nº 29A-25, a pocas cuadras de la que antes fuera la fábrica de textiles rosellón, y pertenece a la jurisdicción de la Arquidiócesis de Medellín.

## Historia
Las generosas hermanas Elvira y Lucrecia Rendón donaron a la Parroquia de Envigado una valiosa finca ubicada en el Barrio de Rosellón, contigua a la carretera y a pocas cuadras de la Fábrica de Textiles. El Pbro. Jesús Duque, teniendo en cuenta el incremento de la población ideó la edificación de un nuevo templo en los terrenos de esa finca para que en un cercano futuro fuera sede de una nueva parroquia.

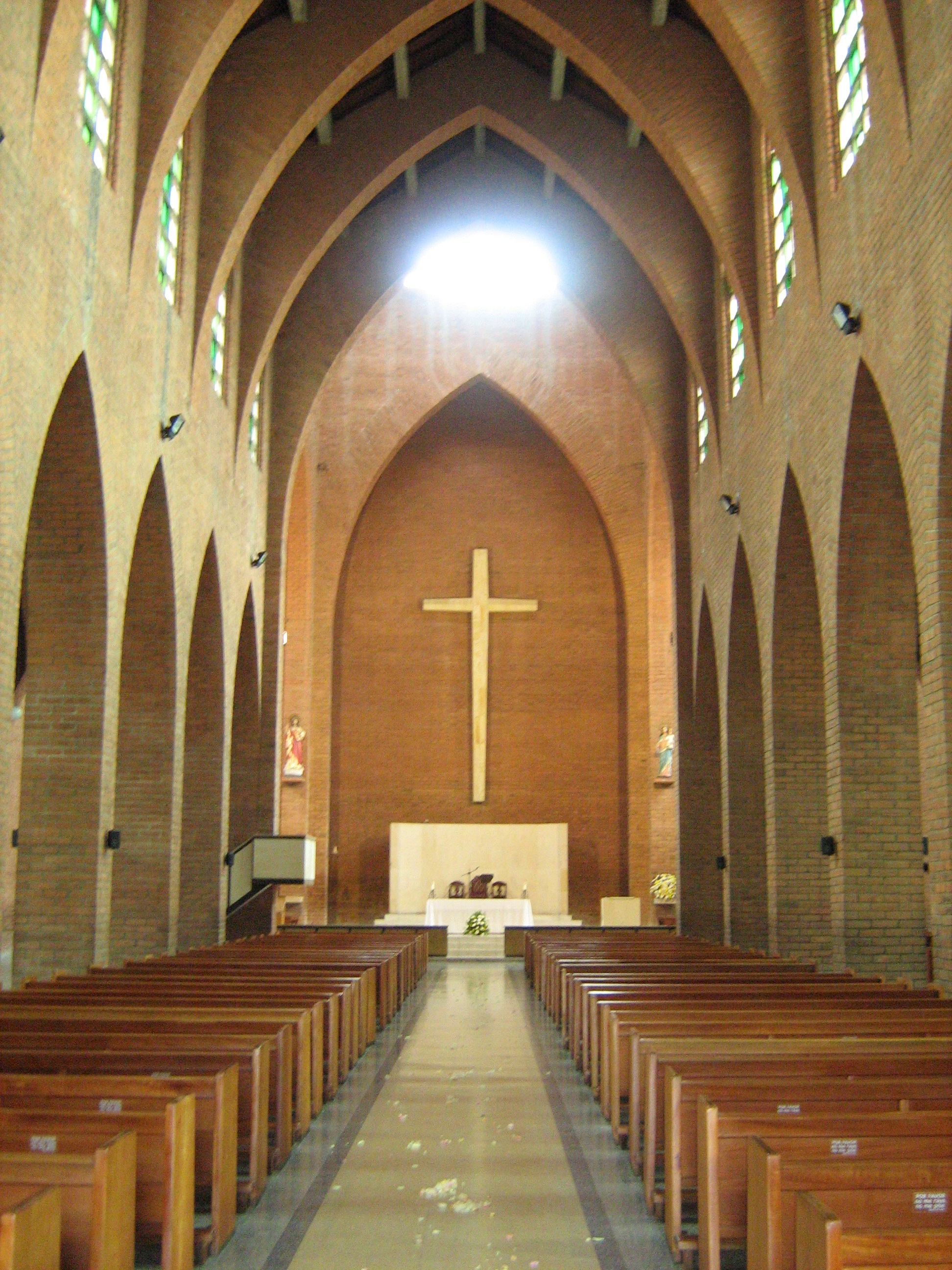
Nave central.

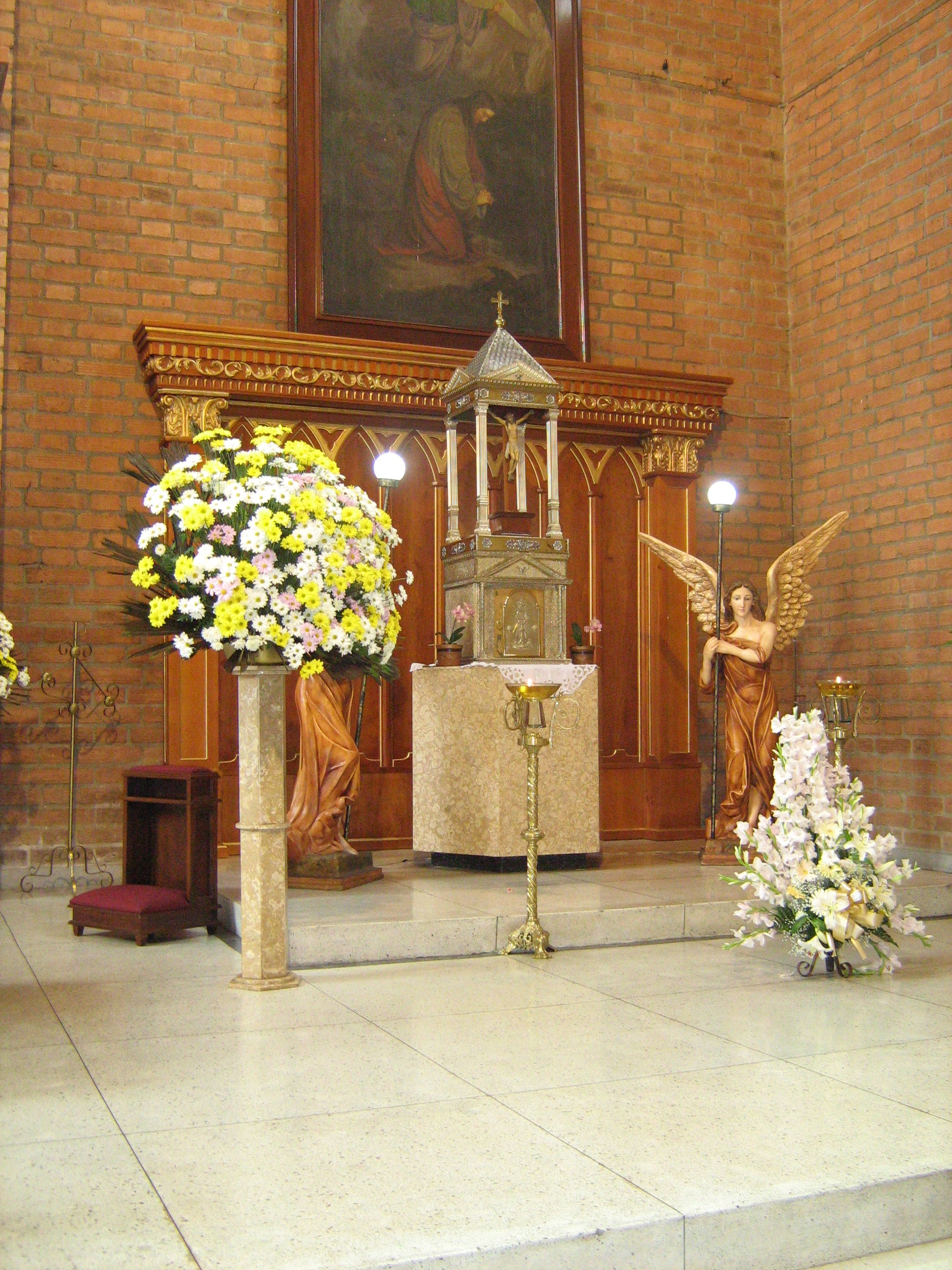
Sagrario.

El secretario y archivero de la Parroquia y amigo personal del Pbro. Duque, había pensado que siendo San José el abogado y patrono especial de los trabajadores y además la finca por estar cerca de la fábrica en donde trabajaban más de tres mil obreros, sugirió al Pbro. Duque que dedicara el nuevo templo a dicho santo. La sugerencia fue aceptada y como resultado, se envió un oficio al Arzobispo de Medellín solicitándole el respectivo permiso. El 29 de mayo de 1947 la curia dio licencia para la edificación del nuevo templo, dedicado a San José y nombró una junta para tal efecto, compuesta por  reconocidos personajes, los cuales son: Pbro. Jesús Antonio Duque, Francisco Restrepo Molina, Julio Uribe Estrada, Aquilino Saldarriaga Ochoa, Nemesio Álvarez A. y Pastor Garcés Londoño quien desde entonces actuó como tesorero.
Los planos estuvieron a cargo de la firma de ingenieros "Colombiana de Construcciones". La dirección de la construcción estuvo, desde su comienzo, a cargo del maestro Jesús M. Vélez (Alias Suso). Durante la construcción ocurrieron unos temblores de tierra y gracias a la solidez del edificio, no fue afectado.
Concluidas las dos naves laterales, el Pbro. Duque pidió permiso para celebrar la santa misa los domingos y días festivos y el 7 de noviembre de 1952 le fue permitido. El Arzobispo, por decreto del mes de diciembre de 1955 erigió la nueva parroquia teniendo como titular a San José y nombró como a su primer cura al envigadeño Pbro. Antonio J. González Arango quien tomó posesión del curato el 29 de enero de 1956. La inauguración de la Parroquia fue muy solemne y a ella asistió el Obispo Coadjutor de la Arquidiócesis.
Debido a los grandes esfuerzos del Padre González y a la generosidad de los envigadeños puede decirse que ya el templo estuvo prácticamente terminado. En cuanto a los altares, vitrales, púlpito, pavimento, iluminación etc., el Padre González dotó de estas obras en armonía con la sobria arquitectura del templo.

El parque de la Iglesia San José en Envigado es uno de los centros urbanos más importantes del municipio, junto con el Parque Principal Marceliano Vélez. El Parque de San José sirve de punto de encuentro para los Envigadeños de los sectores entre los que se cuenta La Mina, San Rafael, Gualandayes, camino Verde, El Salado, etc. Entre 2014 y 2015, el parque de San José recibió una reestructuración que le dio un estilo mucho más contemporáneo, sin alterar la fachada de su Iglesia.